# Lavernose-Lacasse
Lavernose-Lacasse är en kommun i departementet Haute-Garonne i regionen Occitanien i södra Frankrike. Kommunen ligger i kantonen Muret som tillhör arrondissementet Muret. År 2022 hade Lavernose-Lacasse 3 665 invånare.

## Befolkningsutveckling
Antalet invånare i kommunen Lavernose-Lacasse
Referens:INSEE